# یادبود ملی ادمیرالتی آیلند

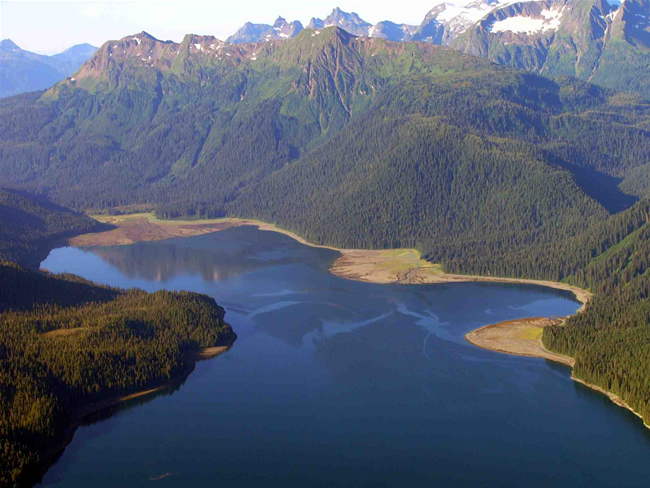

یادبود ملی ادمیرالتی آیلند (به انگلیسی: Admiralty Island National Monument) یک پارک ملی در ایالت آلاسکا در آمریکا است.
این پارک ملی ۳۹۶۷ کیلومتر مربع مساحت دارد.